# Lifelover
Lifelover fue una banda sueca de black metal formada en 2005 por Jonas Bergqvist "B" (alias Nattdal) y Kim Carlsson "( )".

## Historia
Su primer álbum de larga duración Pulver (2006) poseía un estilo poco convencional de black metal fusionado con elementos de música rock, las letras ayudaron a que Lifelover ganara terreno en muy poco tiempo.
El segundo material de la banda Erotik (2007) incorporaba más elementos roqueros y menos elementos de black metal. Por ejemplo las voces fueron cantadas en una forma más tradicional, en vez de los chillidos y gritos propios del Depressive black metal. En junio de 2008, Lifelover anuncia que su tercer material discográfico Konkurs, y que sería lanzado en el 10 de octubre. Por esas mismas fechas, la banda anuncia que se han unidos dos nuevos miembros a la banda para reemplazar a "LR", que había abandonado la banda. Los nuevos miembros se llamaban "Fix" y "S", y serían los encargados de la batería y el bajo en los conciertos.
El 28 de septiembre de 2008, la banda realiza su primer concierto en Harry B James, Estocolmo, Suecia, algunos de los que asistieron al concierto comentaron que la banda cometió muchos errores durante la presentación. Mientras que la mayoría de sus letras son en idioma sueco, existen algunas que son cantadas en idioma inglés como por ejemplo "Museum of Past Affections" de su disco Erotik.
A principio mayo de 2009 "S" y "1853" abandonan la banda. Este último volvería a ella el 5 de enero de 2010. El 9 de mayo de 2009 mediante un comunicado Lifelover anuncia el ingreso del baterista "Non", el cual dejaría la banda el 19 de enero de 2010.
El 9 de octubre de 2009 Lifelover lanza el extended play Dekadens ya con el ingreso del baterista "Non" bajo el sello discográfico de Osmose Productions.
Durante el 2010 la banda firma con el sello discográfico Prophecy Productions y lanzarán el 14 de febrero, el álbum de estudio Sjukdom, del cual el conjunto reveló dos canciones, "Expandera" y "Totus Anctus", demostrando un significativo cambio en el rumbo musical de Lifelover. 

### Muerte de B, separación y regreso
El 10 de septiembre de 2011 el grupo dio a conocer en el Facebook oficial del grupo el anuncio de la muerte del guitarrista "B", así mismo se dio un informe que murió una noche antes el día 9 de septiembre, después de una rutina diaria de consumo de medicamento de droga, como se dieron las estadísticas confirmadas los médicos forenses confirmaron después que la causa de muerte fue por "intoxicación y sobredosis de medicacion de droga".
La banda declara oficialmente que Lifelover se separa después de la muerte de B. y en el transcurso de su carrera musical solo tuvo una entrevista. Después de 5 aňos de la muerte de B.
El grupo en aquel entonces tenían previstos shows en Bélgica y Países Bajos en las cuales las dieron por última vez como grupo, el grupo planeo una última presentación el 14 de octubre de 2011, sin embargo declinaron hacer la presentación debido a la misma muerte de "B" en la cual iba a ser un homenaje al vocalista, así mismo dando fin al grupo en su carrera musical y la anticipacion de separarse totalmente el mismo año.
Los integrantes restantes de la banda se reunieron en el año 2015, para dar un concierto en Londres, en conmemoración de los 10 años de fundación de Lifelover, tocando un gran número de temas de todos sus discos.

### Música y letras
Algunos se han referido a su sonido como "rock depresivo" y a veces es comparada con Joyless y Woods Of Infinity. Se caracterizan principalmente por su innovador sonido dentro de la escena del black metal, incorporando distintos géneros del rock como el post-punk, sin embargo, la banda se auto-denomina como Narcotic Metal. 
El nombre de la banda traducido al español (Amante de la vida) se otorga irónicamente junto con sus intensas y explícitas líricas que hablan de la vida, relaciones, las drogas, la depresión, la automutilación, el cinismo, el humor negro y el odio, entre otros, que pone a la banda en un entorno negativo, pesimista, e incluso suicida.
Lifelover es uno de los pocos grupos del black metal depresivo, que han hecho realistas composiciones en sus letras basadas en la sociedad humana, aparte desde su separación se convirtió en un grupo de culto.

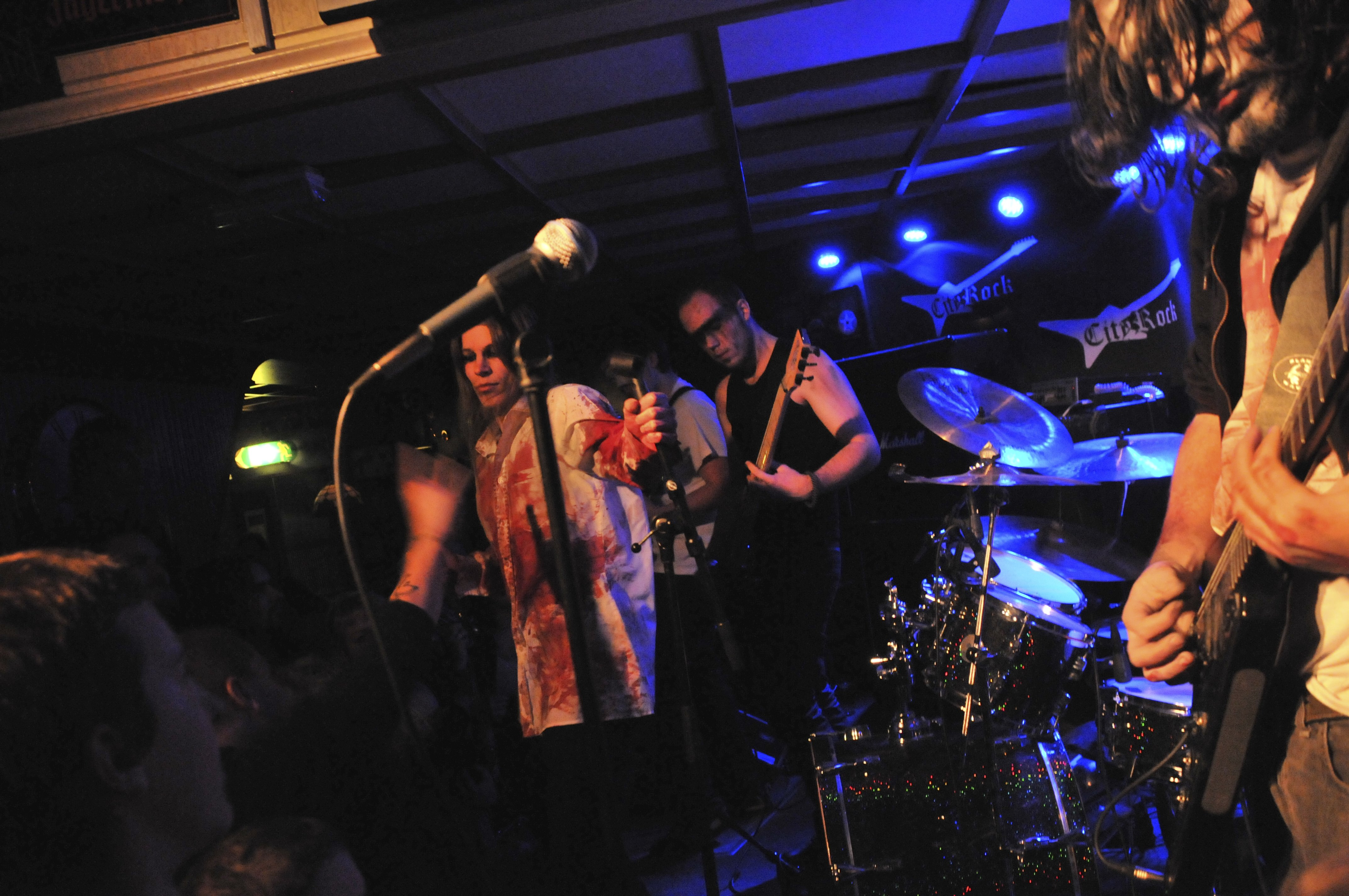
Lifelover en directo, Estocolmo, Suecia.

## Integrantes

### Exintegrantes
- Kim Carlsson "( )" - vocal de apoyo, guitarra (2005 - 2011, 2015)
- Henrik Huldtgren "H" - guitarra (2006 - 2011, 2015)
- Felix Öhlén "Fix" - bajo (2007 - 2011, 2015)
- Johan Gabrielson "1853" - vocal de apoyo, varios instrumentos (2006 - 2011, 2015)
- Jonas Bergqvist "B" † - vocal, guitarra, bajo, piano (2005 - 2011)
- Fredrik Kral "Kral" - batería (2011)
- Rickard Öström "LR" - vocal de apoyo, varios instrumentos (2006 - 2011)
- Joel Malmén "Non" - batería (2009 - 2010)

### Miembros de gira y adicionales
- R. - teclados, sampler (2015)
- Selin "S." - batería (2007 - 2009)
- Fredric Gråby - guitarra (2015)

## Discografía

### Álbumes de estudio
- 2006: "Pulver" (Osmose Productions, Northern Sky Productions, GoatowaRex)
- 2007: "Erotik" (Osmose Productions, Eternity Records, Blut & Eisen Productions, Total Holocaust Records)
- 2008: "Konkurs" (Avantgarde Music)
- 2011: "Sjukdom" (Prophecy Productions)

### EP
- 2009: "Dekadens"

### Demos
- 2005: "Promo"